# Михайличенко, Павел Арсентьевич
Павел Арсентьевич Михайличенко (1915—1943) — майор Рабоче-крестьянской Красной Армии, участник Великой Отечественной войны, Герой Советского Союза (1944).

## Биография
Павел Михайличенко родился 5 августа 1915 года в Ейске. Окончил семь классов школы. В 1937 году Михайличенко был призван на службу в Рабоче-крестьянскую Красную Армию. Окончил курсы младших политруков. С июля 1941 года — на фронтах Великой Отечественной войны. К ноябрю 1943 года гвардии майор Павел Михайличенко командовал 3-м батальоном 1-го гвардейского стрелкового полка 2-й гвардейской стрелковой дивизии 56-й армии Северо-Кавказского фронта. Отличился во время Керченско-Эльтигенской операции.
В ночь со 2 на 3 ноября 1943 года передовая группа во главе с Михайличенко переправилась через Керченский пролив и высадилась на побережье Керченского полуострова, освободив посёлок Маяк (ныне — в черте Керчи) и село Баксы (ныне — Глазовка Ленинского района Крыма). В тех боях Михайличенко погиб.
Указом Президиума Верховного Совета СССР от 16 мая 1944 года гвардии майор Павел Михайличенко посмертно был удостоен высокого звания Героя Советского Союза. Также был награждён орденами Ленина, Красного Знамени и Александра Невского.